# Jean-Michel Gouvard
Jean-Michel Gouvard, né le 4 mars 1963, est un enseignant-chercheur en littérature française, auteur et directeur de collections.

## Biographie
Après un début de carrière comme professeur agrégé dans le secondaire, Jean-Michel Gouvard a été élu en 1995 Maître de conférences en Stylistique à l’Université de Nantes, puis en 1998 Professeur de Langue et de Littérature françaises à l'Université de Bordeaux Montaigne, dont il a dirigé le Département de Lettres de 2005 à 2007. Il est également depuis 2020 Attaché de Recherche (Associate Fellow) auprès de l'Institute of Languages, Cultures & Societies (School of Advanced Study, University of London).
Il est l'auteur de nombreux ouvrages sur la littérature des XIXe et XXe siècles, qui portent sur la stylistique, les formes poétiques, et sur les interactions entre littérature, culture et société. Il assume régulièrement la responsabilité scientifique de colloques internationaux et d'ouvrages collectifs, et il est l'auteur de plus d'une centaine d'articles et de nombreux manuels. Il dirige la collection Stylistique et poétique aux Presses Universitaires de Bordeaux, ainsi que la collection Agrégation de Lettres : Tout le programme en un seul volume aux Editions Ellipses.
Il a participé à des émissions de France Culture sur la poésie, produites par Olivier Chaumelle,, et il a été l'invité de Tu m'en liras tant sur RCF Belgique.

## Publications

### Ouvrages
- La Pragmatique. Outils pour l’analyse littéraire, Paris, Armand Colin, collection « Cursus », 1998.
- La Versification, Paris, Presses Universitaires de France, collection « Premier Cycle », 1999[4].
- Critique du vers, Paris, Honoré Champion, collection « Métrique française et comparée », 2000.
- L’Analyse de la poésie, Paris, Presses Universitaires de France, coll. « Que sais-je ? », 2001.
- Précis de conjugaison, Paris, Nathan, collection « 128 », 2004.
- « Capitale de la douleur » de Paul Eluard. Formes de la poésie / Poésie des formes, Bordeaux, Presses Universitaires de Bordeaux, collection « Parcours Universitaires », 2013.
- Les Epreuves de langue française au CAPES de Lettres, Paris, Ellipses, 2014.
- Baudelaire. Le Spleen de Paris, Paris, Ellipses, 2014.
- L'Explication de texte et le commentaire composé, Paris, Ellipses, 2015.
- La Versification française, Paris, Presses Universitaires de France, collection « Quadrige », 2015.
- Le Nautilus en bouteille. Une lecture de Jules Verne à la lumière de Walter Benjamin, Rennes, Editions Poncerq, 2019[5],[6],[7].
- L'Apocalypse Baudelaire, Paris, Classiques Garnier, 2023.

### Ouvrages dirigés
- Métrique française et métrique accentuelle, Langue Française, édité en collaboration avec Benoît de Cornulier et Dominique Billy, n°99, septembre, Paris, Larousse, 1993.
- Linguistique et poétique : après Jakobson, Langue Française, édité en collaboration avec Nicolas Ruwet et Marc Dominicy, n°110, mai, Paris, Larousse, 1996.
- Sémantique du stéréotype, Langue Française, édité en collaboration avec Olga Galatanu, n°123, septembre, Paris, Larousse, 1999.
- Verlaine à la loupe. Actes du colloque de Cerisy 11-18 juillet 1996, édité en collaboration avec Steve Murphy, Paris, Champion, 2000[8].
- De la langue au style, Lyon, Presses Universitaires de Lyon, collection « Texte et langue », 2005[9],[10].
- La Littérature française à l’agrégation de Lettres Modernes : Béroul, Rabelais, La Fontaine, Saint-Simon, Maupassant, Lagarce, Bordeaux, Presses Universitaires de Bordeaux, collection « Parcours universitaire », 2011.
- Copies corrigées du CAPES. Tome 1 Composition française / Tome 2 Langue française, Paris, Ellipses, 2018.
- Jouer Beckett/Performing Beckett. Actes des journées d’études, 22 et 23 mars (Université de Bordeaux Montaigne) et 12 et 13 octobre (Institute of Modern Languages Research, Londres), édité en collaboration avec Dominic Glynn, Francospheres, Volume 9, Issue 1, Liverpool, Liverpool University Press, 2020.